# 普安松莱费 (上马恩省)
普安松莱费（法語：Poinson-lès-Fayl）是法国上马恩省的一个市镇，属于朗格雷区（Langres）费比洛县（Fayl-Billot）。该市镇总面积12.43平方公里，2009年时的人口为221人。

## 人口
普安松莱费人口变化图示